# 肥後克広
肥後 克広（ひご かつひろ、1963年3月15日 - ）は、日本のお笑いタレント、俳優。お笑いトリオダチョウ倶楽部のリーダー。沖縄県那覇市出身。太田プロダクション所属。

## 来歴
3人姉弟（姉が2人）の末子として出生した。父親は肥後が中学生になる前に病気で亡くなっている。高校時代は工業デザイン科に進学するが、先述の家庭事情の影響もあり、軍歌酒場のウェイターのアルバイトなどをして学費を稼いでいた。母親は奄美大島出身。
高校卒業後は自動車学校に1ヶ月間通った後上京し、白金のデザイン事務所で商業デザイナーとして働いていたが、半年ほどで退職し沖縄に帰郷。その後「お笑い芸人になる」という夢を抱き再度上京する。当初は萩本欽一に弟子入りを志願するが断られ、浅草演芸界に転じ、杉兵助に師事した。ダチョウ倶楽部結成以前は、杉門下の先輩であるコント赤信号の活動に参加したり、映画にチョイ役で出演していたが、1985年にコント赤信号のリーダー・渡辺正行の紹介で寺門ジモン、上島竜兵、南部虎弾とダチョウ倶楽部を結成。1987年にフロントマンでリーダーだった南部が脱退し、後述の通り戸籍上はメンバー最年少の肥後がリーダーとなった。
私生活では、同じ杉平助門下の女性芸人とブレイク前に結婚している。上島竜兵の婚約直前に、妻と1男1女があることを発表し、話題となった。その後もう1人女児が生まれ、現在は3児の父である。また、沖縄在住の実母もたびたびバラエティー番組に登場していたが、2010年3月に死去した。長女の千暁は、2010年1月5日放送の『爆笑そっくりものまね紅白歌合戦スペシャル』（フジテレビ）に当時は素人として登場し、中島美嘉の歌マネを披露。同年3月30日ではダチョウ倶楽部と対戦した。

## 人物
メンバーの中で唯一の子や孫持ちかつ本名で活動している。
ダチョウ倶楽部のリーダーになった理由としては自身のインタビューで「メンバーの中で一番背が高かったのでリーダーっぽく見えるから」と答えている。しかし自身のマネージャーからは「（肥後は）ダチョウ倶楽部になくてはならない存在」と言われるほどグループ内では絶大な信頼を得ている。また「楽屋の空気感を綺麗に整えたい」という思いから自身の事を「ダチョウ倶楽部の空気清浄機」であると発言している。
グループ内ではリーダーという位置にいるものの、私生活ではかなりの天然であり、奇妙な言動が目立つ事が多い（なお、この性格は息子にも受け継がれており「肥後DNA」という芸名はこの事に由来する）。事務所の後輩である有吉弘行や土田晃之などはこの事をバラエティ番組などで度々ネタにしており、『雨上がり決死隊のトーク番組アメトーーク!』（テレビ朝日）においては肥後をフィーチャーした「肥後という男」という企画が2度に渡って放送された。
戸籍上の生年月日は1963年3月15日としているが、実際に産まれたのはその8か月前の1962年7月15日である。これは肥後の母親が「この子はどうせバカに決まってるから、誕生日を遅くしてひとつ下の学年にすれば、学校の勉強が少しは楽になると思った」という理由による（ただし、翌年の3月生まれに変更しても学年自体は一緒であり、この事に関しては肥後自身もツッコミを入れている）。このため、本籍どおりであればダチョウ倶楽部内では肥後が最年少であるが、実際の誕生日で比較すると寺門（1962年11月25日生まれ）が最年少となる。また姉の一人(肥後自身より3歳上)に5月25日生まれの姉がいるが、その姉の誕生日も実際は定かではないという。
20代前半の頃、肉体労働のアルバイトなどで腰に負担をかけた事が原因となり「急性の腰椎椎間板ヘルニア」を発症するが、この時早急に手術を受けなかった事も災いし、以降20年近くにも渡って慢性的な腰痛に悩まされる事となった。その後、2011年にお茶の水整形外科院長の銅冶英雄医師と出会い、同医師の唱える体操を継続した結果、現在は見事に完治している。2013年にはこれらの詳細をまとめた書籍も発売された（後述）。
中村正人と容姿が非常に似ており、肥後と中村はお互いこれをネタにしている。映画『アマレット』では肥後が「ドリカムの中村正人」を演じているが、これは中村の希望によるものだった。また、2014年には肥後がドリカムのライブに出演し初共演を果たした他、2015年7月7日に発売された「25th Anniversary DREAMS COME TRUE CONCERT TOUR 2014 -ATTACK25-」のライブDVD/Blu-ray Discのジャケット写真に肥後がピンで起用されるなど、良好な関係を築いている。
森本レオにも容姿・声（ただしモノマネをする際の声であり、地声はやや異なる）が瓜二つである。森本とはガスファンヒーターのCMで共演した他、2019年2月9日放送の『極上空間』において2人でドライブを行った事もある。森本本人は「友達なくすよ」とコメントしている他、定岡正二は森本のモノマネを笑っていたが、自分がモノマネされたら「笑えなくなった」とコメントしている。
コントネタの際に見られる姿は主にツッコミだが、それ以外ではボケに回ることが多い。トリオとして揃ってものまねネタを行う際には大オチとして寺門・上島から同時にツッコミを受けるパターンがお約束となり、2004年10月から開始された『志村通』（フジテレビ）のコーナードラマ『志村運送物語』（フジテレビ）ではメインの志村けんを困らせるお向かいの幼なじみ役を演じ、以後も志村の番組で重用されている。

## ものまねレパートリー
※以下、太田プロダクションのプロフィールに掲載されているレパートリーを主に記述。当時話題になった人物を中心とした時事ネタが多い。森本レオやジャパネットたかたのモノマネを初めてやった人物でもある。
- 荒木経惟
- アルシンド・サルトーリ
- いかりや長介
- 石坂浩二
- えなりかずき
- 織田無道
- かまやつひろし
- 宜保愛子
- 久米宏
- 黒沢年雄
- 桑田佳祐
- 小室哲哉
- 小堺一機
- 堺正章
- 榊莫山
- 定岡正二
- 三遊亭圓楽
- 篠原ともえ
- ジャック・ロゲ
- ジャンボ鶴田
- 鈴木史朗
- 鈴木その子
- 反町隆史
- 髙田明
- 高見沢俊彦
- 立川談志
- 立川志の輔
- 田中要次
- つぶやきシロー
- テリー伊藤
- 寺門ジモン
- 中村正人
- 名古屋章
- 林家ペー
- 星野源
- 保沢紀
- マーティン・セント・ジェームス
- 美川憲一
- 村山富市
- 森本レオ
- 夜神月
- 渡部陽一他多数。

## 出演

### バラエティ
- 志村けんのだいじょうぶだぁスペシャル（フジテレビ）[15]
- 東京地下鉄（東京メトロ）CMナレーション
- 秘密のケンミンSHOW（讀賣テレビ放送）「辞令は突然に・・・」コーナー沖縄編 東京一郎の上司役
- 恋愛成就バラエティー 「幸せになりたいの-しあなり-」（2012年1月7日〜 TOKYO MX 毎週土曜日 20:00〜）
- 上島ジェーンビヨンド（2014年）
- はぴねすくらぶ
- ダウンタウンのガキの使いやあらへんで!（2017年9月）
- 朝はビタミン!（テレビ東京系列 司会 2006年10月2日 - 2007年9月28日）
- 変なおじさんTV（フジテレビ系列）
- 志村塾（フジテレビ系列）
- 志村通（フジテレビ系列）
- 志村けんのだいじょうぶだぁII（フジテレビ系列）
- BSエンターテイメント「西田・武田の笑モード」（2010年2月6日、NHK-BS2）
- 志村屋です。（フジテレビ系列）
- 志村軒（2010年4月 - 2012年3月、フジテレビ系列）
- 志村劇場（2012年4月 - 2013年3月、フジテレビ系列）
- 志村座（2014年4月 - 2015年9月、フジテレビ系列）
- 徳光&史朗の暴走おやじアナ（テレビ朝日系列）
- オトコの料理道（テレビ朝日系列）

### テレビドラマ
- 遠山金志郎美容室（1994年7月9日 - 9月24日、日本テレビ）
- 世にも奇妙な物語 秋の特別編 「そこに扉があった」（1990年10月4日、フジテレビ）
- D×D（1997年、日本テレビ）
- 大河ドラマ（NHK）
  - 徳川慶喜 第1回 - 第8回（1998年1月4日 - 2月22日） - カンヌキ 役
  - べらぼう〜蔦重栄華乃夢噺〜 第7話 - （2025年2月16日 - ） - 四五六 役
- バースデイ〜こちら椿産婦人科〜（1999年10月13日 - 12月15日、テレビ東京）
- 連続テレビ小説（NHK）
  - ちゅらさん（2001年） - 仲間 役
  - ちむどんどん（2022年） - 親方 役
- 土曜ワイド劇場 新・警視庁女性捜査班（2006年6月10日、テレビ朝日） - 平山周一 役
  - 新・警視庁女性捜査班2（2007年11月3日）
- はぐれ刑事純情派 第14シリーズ 第9話（2001年5月30日、テレビ朝日） - お笑いコンビ・ノックアウトのカンこと和泉寛 役
- 月曜ゴールデン（TBS）
  - 税務調査官・窓際太郎の事件簿20（2010年3月20日） - 仲間 役
  - 浅見光彦シリーズ34（2014年11月17日） - 野川警部 役
- 牙狼〈GARO〉-GOLDSTORM- 翔 第13話（2015年7月10日、テレビ東京） - タツミ 役
- 三匹のおっさん 第3シリーズ 第4話（2017年2月10日、テレビ東京） - 森田祐介 役
- ドロ刑 -警視庁捜査三課- 第9話（2018年12月8日、日本テレビ） - 田中悟 役
- ハケンの品格 第2シリーズ 第3話（2020年7月1日、日本テレビ） - 米田 役
- 監察医 朝顔 第2シリーズ 第15話・18話・最終話（2021年2月22日・3月15日・22日、フジテレビ） - 糀谷晴一 役	
  - 監察医 朝顔2022スペシャル（2022年9月26日）[16]
- 警視庁・捜査一課長 Season5 第5話（2021年5月13日、テレビ朝日） - 重森 役
- 志村けんとドリフの大爆笑物語（2021年12月27日、フジテレビ） - コントシーンに主演[17]
- やんごとなき一族（2022年4月21日 - 6月30日、フジテレビ） - 沖縄料理屋のロクさん 役
- オールドルーキー 第6話（2022年8月7日、TBS） - 比嘉洋介 役
- 舟を編む 〜私、辞書つくります〜 第4話（2024年3月10日、NHK BS・NHK BSプレミアム4K） - 夏川実 役[18]
- くるり〜誰が私と恋をした?〜（2024年4月9日 - 6月18日、TBS） - 井口太郎 役[19][20]
- ミス・ターゲット 第1話（2024年4月21日、朝日放送・テレビ朝日） - 魚住 役[21]
- 科捜研の女 season24 第8話（2024年8月28日、テレビ朝日） - 須黒正明 役[22]
- それぞれの孤独のグルメ 第10話（2024年12月7日、テレビ東京） - 小山祐一 役[23]
- あらばしり 第1話・第6話（2025年1月10日・2月14日、読売テレビ） - 奈良間大吾郎 役[24]
- 仮面ライダーガヴ 第29話・第30話（2025年4月6日・13日、テレビ朝日） - 見物爺 役[25]
- ダメマネ! -ダメなタレント、マネジメントします- 第5話（2025年5月18日、日本テレビ） - 司会者 役[26]

### 映画
- アマレット（2004年12月25日） - 中村正人 役
- がじまる食堂の恋（2014年9月20日、BS-TBS） - 食堂の客 役
- 風のマジム（2025年9月12日公開予定） - 東江大順 役[27]

### CM
- 東京ガス「ガスファンヒーター」 - 森本レオと共演した。
- ACジャパン - 2023年度の沖縄地域キャンペーン「どうぞどうぞから、はじめよう。」に出演。

### ウェブドラマ
- 日本をゆっくり走ってみたよ　〜あの娘のために日本一周〜（2017年 - 2018年、Amazonプライム・ビデオ） - バーテン 役

### 舞台
- 舞台『日本昔ばなし』貧乏神と福の神～つるの恩返し～（2022年11月17日・20日・26日、東京芸術劇場 シアターウエスト） - お笑い福の神 役（日替わり出演）[28]
- 舞台「仁義なきギャル組長～ジャーナリスト土門瑛太の“M資金”真相解明ファイル～」（2023年4月12日 - 16日、日本橋劇場） - 鬼頭鉄郎 役
- THEATER MILANO-Za オープニングシリーズ COCOON PRODUCTION 2023「少女都市からの呼び声」（2023年7月9日 - 8月6日、THEATER MILANO-Za / 2023年8月15日 - 22日（15日公演は台風の影響で中止）、東大阪市文化創造館 Dream House 大ホール） - 老人A 役

## 書籍
- 「なんくるないサー! - オッカーと僕とアメリカだった沖縄と」（2007年7月1日、晋遊舎発行）ISBN 978-4883806461
- 「あきらめない腰痛 - 僕の20年来の腰痛を治した驚きの方法」（2013年4月4日、太田出版）ISBN 978-4778313449 - ※ 監修に銅冶英雄医師が参加。